# Charlie Peng
Luo Sang (também conhecido por Charlie Peng) é um cidadão chinês que foi preso pelas autoridades indianas sob a acusação de espionagem, falsificação e lavagem de dinheiro em 2018. Após sua prisão, os tribunais indianos o liberaram e o expulsaram da Índia. No entanto, voltou para a Índia com uma nova identidade, casou-se com uma garota de Lunglei em Mizorão e continuou a lavagem de dinheiro em Déli. O Conselho Central de Impostos Diretos (CBDT), Departamento de Imposto de Renda, pegou-o em ataques relacionados a uma rede hauala de ₹1,000 crore (US$ 140 milhões) em 11 de agosto de 2020. Ele também foi pego sob a acusação de espionar o Dalai Lama e seu círculo próximo, contratando pessoas para espionar índios pró-tibetanos e usando o aplicativo WeChat para se comunicar.

## Vida
De acordo com os registros da polícia indiana, Charlie Peng nasceu no Tibete em 1978. Aos oito anos, um homem, Li Peng, ajudou sua mãe e ele a mudar para Nanquim, na China. Quando Charlie Peng tinha 18 anos, ele viajou para o Tibete para encontrar seu pai biológico, com quem ficou por um ano. Aqui, Peng trabalhou como negociante de dōng chóng xià cǎo. Seu conhecimento de chinês o ajudou a se comunicar com os chineses e, por sua vez, o ajudou a ganhar mais dinheiro.
Durante o interrogatório, Peng disse que em 2009 viajou a pé para o Nepal, onde viveu como monge budista em um monastério perto de Catmandu, continuando a negociar com dōng chóng xià cǎo. Em 2014, ele viajou para Déli de ônibus e encontrou um lugar para ficar em Majnu Ka Tila, um assentamento tibetano. Peng usou os documentos de seu mosteiro para se registrar como refugiado tibetano no país. Logo começou a importar produtos chineses, o que lhe permitiu alugar um apartamento em Duarca e outro maior em Gurgaom.
Em setembro de 2018, a polícia de Déli o prendeu sob a acusação de espionagem e lavagem de dinheiro. No entanto, foi dispensado pelos tribunais. Em 11 de agosto, durante ataques a entidades chinesas, uma rede hauala que era na verdade uma fachada para um esquema de lavagem de dinheiro de US $ 131 milhões foi descoberta. Mais de 40 contas bancárias falsas foram vinculadas ao golpe. Os associados indianos e chineses de Sang também foram colocados sob vigilância.
O India Today relatou que o governo chinês fez uma declaração: "O governo chinês sempre exigiu que os cidadãos chineses no exterior cumpram as leis e regulamentações locais. Ao mesmo tempo, também exigimos que governos estrangeiros e departamentos relevantes apliquem a lei de forma imparcial para garantir a segurança e os direitos legais dos cidadãos chineses." O Taiwan Times relatou que Pequim afirma que Luo Sang é um cidadão indiano.